# MTV Movie Awards 2013
La 22ª edizione degli MTV Movie Awards si è svolta il 14 aprile 2013 a Los Angeles ed è stata presentata da Rebel Wilson.
Le candidature sono state annunciate il 5 marzo 2013.

## Performance musicali
- Rebel Wilson, Skylar Astin, Anna Camp, Ester Dean, Adam DeVine, Alexis Knapp, Hana Mae Lee, Ben Platt, Utkarsh Ambudkar e Brittany Snow — The Climb - Lose Yourself - Thrift Shop - Girl on Fire
- Macklemore e Ryan Lewis — Can't Hold Us
- Selena Gomez — Come & Get It

## Vincitori e candidati
I vincitori sono indicati in grassetto, a seguire gli altri candidati.

### Miglior film (Movie of the Year)
- The Avengers, regia di Joss Whedon
- Il cavaliere oscuro - Il ritorno (The Dark Knight Rises), regia di Christopher Nolan
- Django Unchained, regia di Quentin Tarantino
- Il lato positivo - Silver Linings Playbook (Silver Linings Playbook), regia di David O. Russell
- Ted, regia di Seth MacFarlane

### Miglior performance maschile (Best Male Performance)
- Bradley Cooper - Il lato positivo - Silver Linings Playbook (Silver Linings Playbook)
- Ben Affleck – Argo
- Channing Tatum – Magic Mike
- Daniel Day-Lewis – Lincoln
- Jamie Foxx – Django Unchained

### Miglior performance femminile (Best Female Performance)
- Jennifer Lawrence – Il lato positivo - Silver Linings Playbook (Silver Linings Playbook)
- Anne Hathaway – Les Misérables
- Emma Watson – Noi siamo infinito (The Perks of Being a Wallflower)
- Mila Kunis – Ted
- Rebel Wilson – Voices (Pitch Perfect)

### Performance più terrorizzante (Best Scared-As-S**t Performance')
- Suraj Sharma – Vita di Pi (Life of Pi)
- Alexandra Daddario – Non aprite quella porta 3D (Texas Chainsaw 3D)
- Jennifer Lawrence – Hates - House at the End of the Street (House at The End of the Street)
- Jessica Chastain – Zero Dark Thirty
- Martin Freeman – Lo Hobbit - Un viaggio inaspettato (The Hobbit: An Unexpected Journey)

### Miglior performance rivelazione (Best Breakthrough Performance)
- Rebel Wilson – Voices (Pitch Perfect)
- Eddie Redmayne – Les Misérables
- Ezra Miller – Noi siamo infinito (The Perks of Being a Wallflower)
- Quvenzhané Wallis – Re della terra selvaggia (Beasts of the Southern Wild)
- Suraj Sharma – Vita di Pi (Life of Pi)

### Miglior coppia (Best On-Screen Duo)
- Mark Wahlberg e Seth MacFarlane – Ted
- Robert Downey Jr. e Mark Ruffalo – The Avengers
- Will Ferrell e Zach Galifianakis – Candidato a sorpresa (The Campaign)
- Leonardo DiCaprio e Samuel L. Jackson – Django Unchained
- Jennifer Lawrence e Bradley Cooper – Il lato positivo - Silver Linings Playbook (Silver Linings Playbook)

### Miglior performance senza maglietta (Best Shirtless Performance)
- Taylor Lautner – The Twilight Saga: Breaking Dawn - Parte 2 (The Twilight Saga: Breaking Dawn – Part 2)
- Channing Tatum – Magic Mike
- Christian Bale – Il cavaliere oscuro - Il ritorno (The Dark Knight Rises)
- Daniel Craig – Skyfall
- Seth MacFarlane – Ted

### Miglior duro dell'estate (Summer's Biggest Teen Bad A**)
- Chloë Grace Moretz – Kick-Ass 2
- Logan Lerman – Percy Jackson e gli dei dell'Olimpo - Il mare dei mostri (Percy Jackson: Sea of Monsters)
- Lily Collins – Shadowhunters - Città di ossa (The Mortal Instruments: City of Bones)
- Jaden Smith – After Earth

### Miglior combattimento (Best Fight)
- Robert Downey Jr., Chris Evans, Mark Ruffalo, Chris Hemsworth, Scarlett Johansson e Jeremy Renner contro Tom Hiddleston – The Avengers
- Christian Bale contro Tom Hardy – Il cavaliere oscuro - Il ritorno (The Dark Knight Rises)
- Jamie Foxx contro i Candieland Henchmen – Django Unchained
- Daniel Craig contro Ola Rapace – Skyfall
- Mark Wahlberg contro Seth MacFarlane – Ted

### Miglior bacio (Best Kiss)
- Jennifer Lawrence e Bradley Cooper – Il lato positivo - Silver Linings Playbook (Silver Linings Playbook)
- Emma Watson e Logan Lerman – Noi siamo infinito (The Perks of Being a Wallflower)
- Kara Hayward e Jared Gilman – Moonrise Kingdom - Una fuga d'amore (Moonrise Kingdom)
- Kerry Washington e Jamie Foxx – Django Unchained
- Mila Kunis e Mark Wahlberg – Ted

### Miglior momento "Ma che ca...!" (Best WTF Moment)
- Jamie Foxx e Samuel L. Jackson – Django Unchained
- Anna Camp – Voices (Pitch Perfect)
- Denzel Washington - Flight
- Javier Bardem - Skyfall
- Seth MacFarlane – Ted

### Miglior cattivo (Best Villain)
- Tom Hiddleston – The Avengers
- Javier Bardem - Skyfall
- Leonardo DiCaprio – Django Unchained
- Marion Cotillard – Il cavaliere oscuro - Il ritorno (The Dark Knight Rises)
- Tom Hardy – Il cavaliere oscuro - Il ritorno (The Dark Knight Rises)

### Miglior momento musicale (Best Musical Moment)
- Anna Kendrick, Rebel Wilson, Anna Camp, Brittany Snow, Alexis Knapp, Ester Dean e Hana Mae Lee in No Diggity - Voices (Pitch Perfect)
- Anne Hathaway in I Dreamed a Dream – Les Misérables
- Channing Tatum, Matt Bomer, Joe Manganiello, Kevin Nash e Adam Rodríguez in It's Raining Men - Magic Mike
- Emma Watson, Logan Lerman ed Ezra Miller in Come On Eileen - Noi siamo infinito (The Perks of Being a Wallflower)
- Jennifer Lawrence e Bradley Cooper in Don't You Worry 'bout a Thing e Fell in Love with a Girl – Il lato positivo - Silver Linings Playbook (Silver Linings Playbook)

### Miglior eroe (Best Hero)
- Bilbo Baggins (Martin Freeman) - Lo Hobbit - Un viaggio inaspettato (The Hobbit: An Unexpected Journey)
- Biancaneve (Kristen Stewart) - Biancaneve e il cacciatore (Snow White and the Huntsman)
- Iron Man (Robert Downey Jr.) - The Avengers
- Batman (Christian Bale) – Il cavaliere oscuro - Il ritorno (The Dark Knight Rises)
- Hulk (Mark Ruffalo) - The Avengers
- Catwoman (Anne Hathaway) - Il cavaliere oscuro - Il ritorno (The Dark Knight Rises)

### Miglior attore latino (Best Latino Actor)
- Javier Bardem - Skyfall
- Benicio del Toro - Le belve (Savages)
- John Ortiz - Il lato positivo - Silver Linings Playbook (Silver Linings Playbook)
- Michael Peña - End of Watch - Tolleranza zero (End of Watch)
- Salma Hayek - Le belve (Savages)

### Comedic Genius Award
- Will Ferrell

### MTV Trailblazer Award
- Emma Watson

### MTV Generation Award
- Jamie Foxx